# Ріно (округ Паркер, Техас)
Ріно (англ. Reno) — місто (англ. city) в США, в округах Паркер і Таррант штату Техас. Населення — 2878 осіб (2020).

## Географія
Ріно розташоване за координатами 32°56′43″ пн. ш. 97°33′55″ зх. д. / 32.94528° пн. ш. 97.56528° зх. д. (32.945368, -97.565189).  За даними Бюро перепису населення США в 2010 році місто мало площу 33,31 км², з яких 33,30 км² — суходіл та 0,01 км² — водойми.

## Демографія
Згідно з переписом 2010 року, у селищі мешкали 2494 особи в 910 домогосподарствах у складі 693 родин. Густота населення становила 75 осіб/км².  Було 1027 помешкань (31/км²).
Расовий склад населення:
| - 94,5 % — білих - 1,0 % — корінних американців - 0,2 % — азіатів - 0,1 % — чорних або афроамериканців - 2,3 % — осіб інших рас |

До двох чи більше рас належало 1,8 %. Частка іспаномовних становила 9,6 % від усіх жителів.
За віковим діапазоном населення розподілялося таким чином: 24,9 % — особи молодші 18 років, 63,2 % — особи у віці 18—64 років, 11,9 % — особи у віці 65 років та старші. Медіана віку мешканця становила 40,9 року. На 100 осіб жіночої статі у селищі припадало 99,2 чоловіків;  на 100 жінок у віці від 18 років та старших — 95,7 чоловіків також старших 18 років.
Середній дохід на одне домашнє господарство  становив 68 101 долар США (медіана — 56 463), а середній дохід на одну сім'ю — 72 666 доларів (медіана — 62 750). Медіана доходів становила 51 075 доларів для чоловіків та 43 194 долари для жінок. За межею бідності перебувало 13,3 % осіб, у тому числі 18,8 % дітей у віці до 18 років та 10,1 % осіб у віці 65 років та старших.
Цивільне працевлаштоване населення становило 976 осіб. Основні галузі зайнятості: освіта, охорона здоров'я та соціальна допомога — 24,5 %, мистецтво, розваги та відпочинок — 11,6 %, роздрібна торгівля — 10,6 %.